# Adherencia rueda-carril

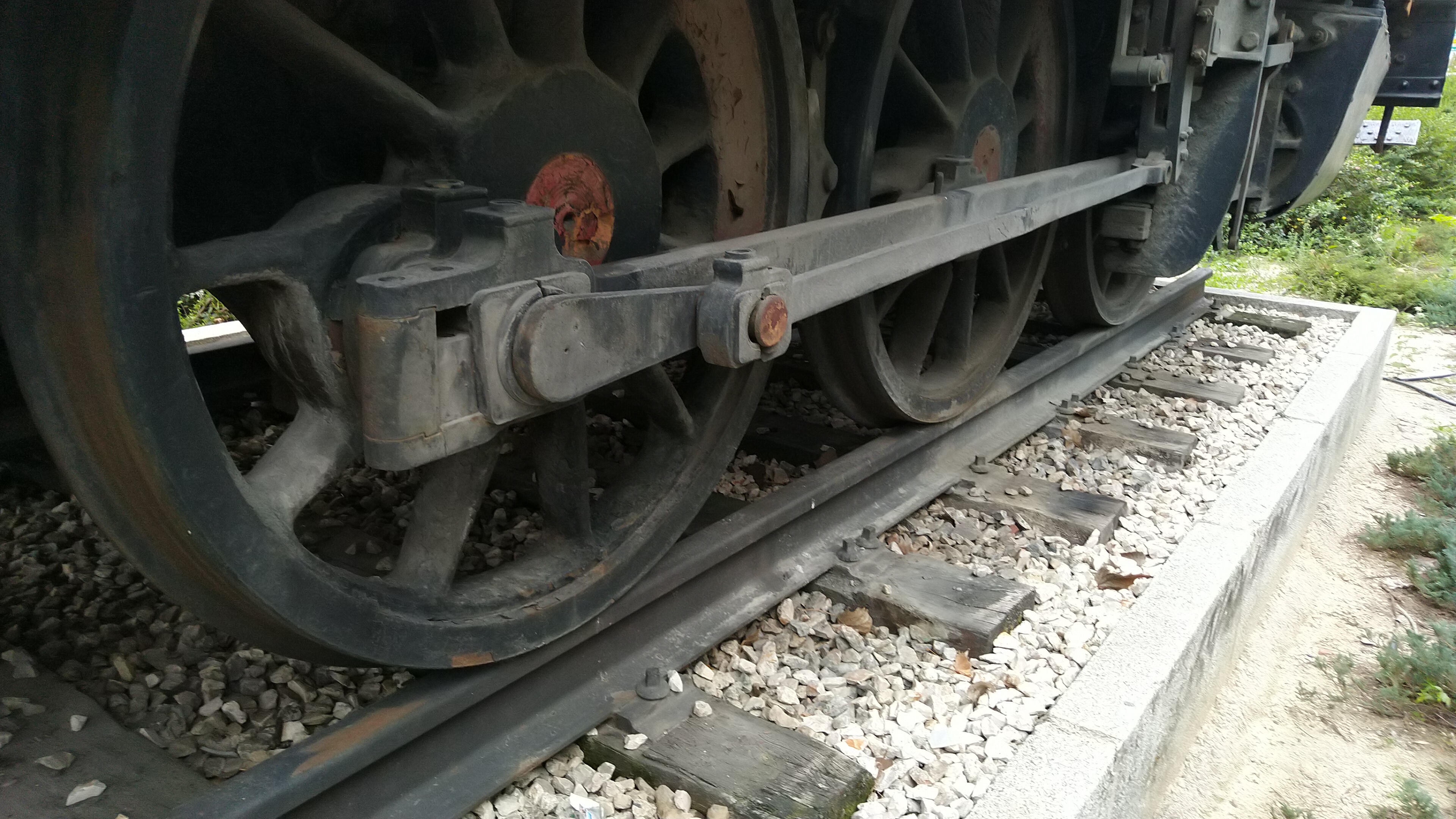
Contacto con el carril de tres ruedas acopladas de una locomotora de vapor

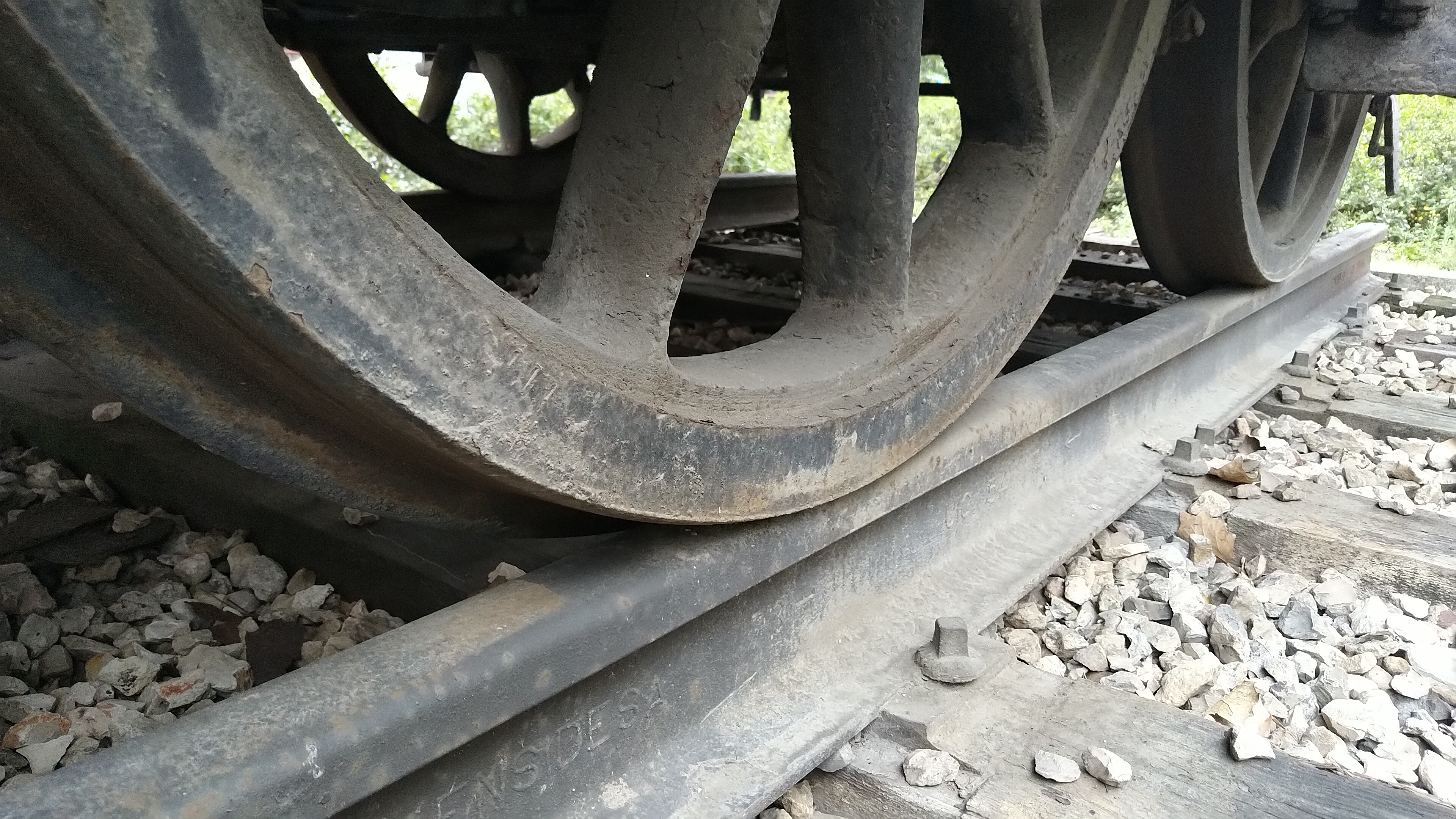
Vista de detalle de la imagen anterior

La mayoría de las locomotoras de los ferrocarriles convencionales se sirven de la adherencia entre las ruedas tractoras y el carril para mover las cargas transportadas por los trenes que arrastran. La capacidad de tracción disponible está limitada por la fricción entre las ruedas motrices y el riel de acero. El término adherencia rueda-carril solo se aplica al caso de ruedas tractoras sobre raíles lisos; careciendo de sentido cuando los trenes son movidos por otros medios (como por ejemplo, en los funiculares, arrastrados por un motor estacionario que tira de un cable, o en el caso de los ferrocarriles de cremallera).
Este artículo se centra en los detalles técnicos de lo que sucede como resultado de la fricción entre las ruedas y los rieles en lo que se conoce como contacto rueda-carril o parche de contacto. En este sentido, se habla de fuerzas positivas (aquellas que contribuyen al desplazamiento efectivo y estable de las cargas remolcadas, como la fuerza de tracción, las fuerzas de frenado, y las fuerzas de centrado); y las fuerzas negativas (aquellas que aumentan los costos al requerir más consumo de combustible y aumentar el mantenimiento necesario para reparar los daños causados por la fatiga de materiales, el desgaste en las cabezas de los rieles y en las llantas de las ruedas, y el desajuste de la geometría de los carriles debido a las fuerzas de tracción y frenado).
El comportamiento de la superficie de contacto entre la rueda y el carril es un tema especializado, con investigación continua en curso.

## Variación del coeficiente de fricción

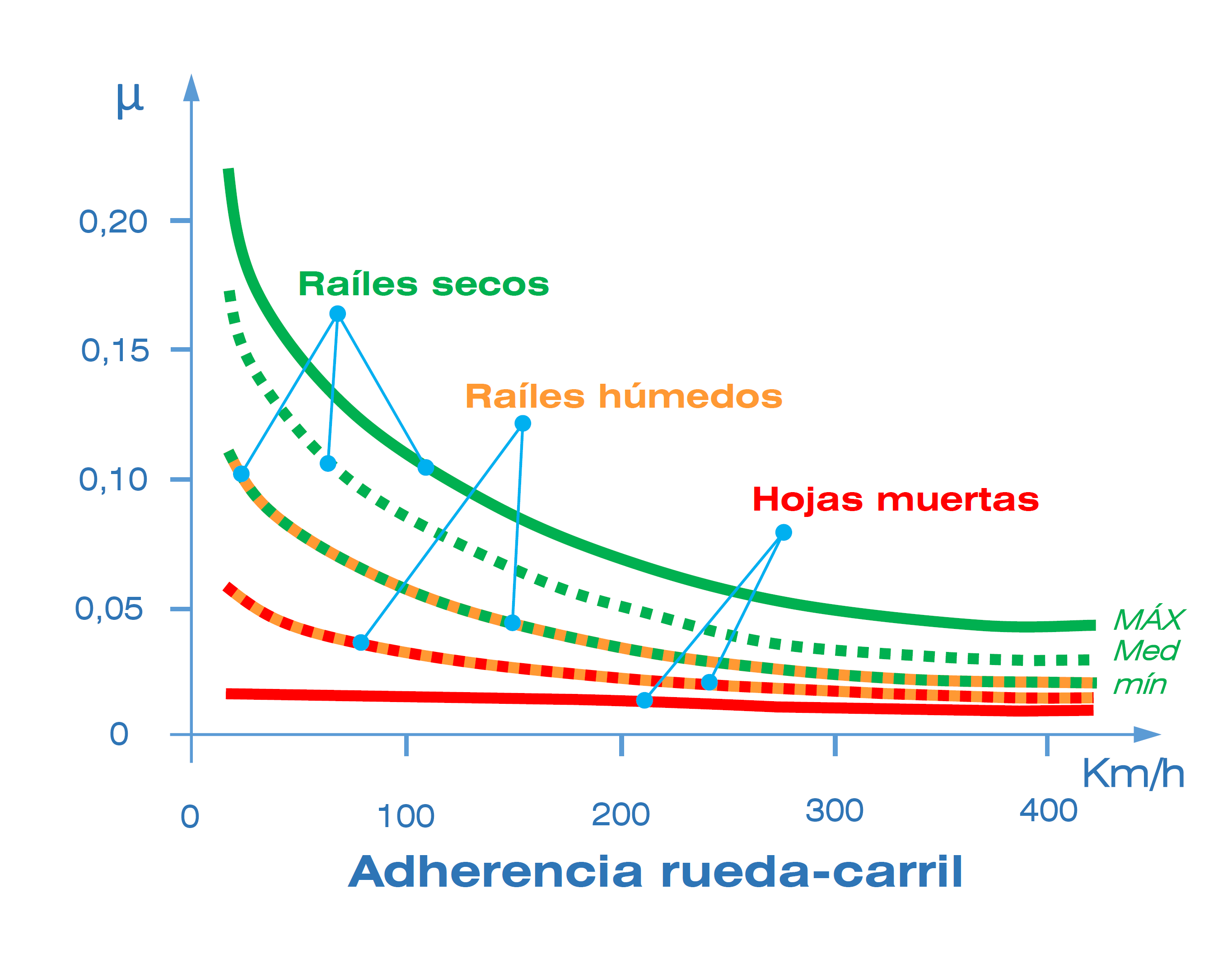
Valores de la adherencia rueda-carril habituales en la tracción ferroviaria en diversas condiciones:
Carril seco y limpio // Carril húmedo y limpio // Carril contaminado por hojas muertas

La tracción efectiva, ligada directamente a la fricción, se reduce cuando la parte superior del carril está mojada, helada o contaminada con grasa, aceite o materia orgánica (como hojas en descomposición, que se acaban compactando y forman un revestimiento de lignina resbaladizo y duro). La contaminación de las hojas puede eliminarse por distintos medios: aplicando Sandite (una mezcla de gel y arena); utilizando trenes de mantenimiento, con sistemas de limpieza mecánica y chorros de agua; y con el control a largo plazo de la vegetación en el entorno de la vía. Las locomotoras y los tranvías utilizan arena para mejorar la tracción cuando las ruedas motrices comienzan a resbalar.

## Efecto de los límites de adherencia
La adherencia es causada por la fricción, con una fuerza tangencial máxima producida por una rueda motriz antes de llegar a deslizar, dada por:
{\displaystyle F_{\text{max}}={\text{Coeficiente de fricción}}\times {\text{Peso sobre la rueda}}}
Por lo general, la fuerza necesaria para que comience el deslizamiento, es mayor que la necesaria para que la rueda continúe deslizándose. El primer concepto se refiere a la fricción estática o "fricción limitante"; mientras que el segundo concepto hace referencia a la fricción dinámica, también llamada "fricción deslizante".
Para un contacto de acero sobre acero, el coeficiente de fricción puede ser tan alto como 0.78, en condiciones de laboratorio, pero en ferrocarriles son habituales coeficientes comprendidos entre 0.35 y 0.5, mientras que en condiciones extremas puede decaer hasta 0.05. Por lo tanto, una locomotora de 100 toneladas podría tener un esfuerzo de tracción de 350 kilonewtons en condiciones ideales (suponiendo que el motor pueda producir la fuerza necesaria), cayendo a 50 kilonewtons en las peores condiciones.
Las locomotoras a vapor sufrían particularmente problemas de adherencia porque la fuerza de tracción aplicada sobre el carril por cada grupo de ruedas podía fluctuar (especialmente en los motores de 2 cilindros o en la mayoría de los de 4) y, en las locomotoras grandes, no todas las ruedas disponían de tracción. El "factor de adherencia", que es el peso sobre las ruedas motrices dividido por el esfuerzo de tracción inicial teórico, generalmente se consideraba que tenía un valor de 4 o un poco más alto, lo que reflejaba un coeficiente de fricción entre rueda y carril de 0.25. Una locomotora con un factor de adherencia muy inferior a 4 sería muy propensa al deslizamiento de las ruedas, aunque algunas locomotoras de 3 cilindros, como la SR V Schools class, funcionaban con un factor de adherencia inferior a 4, porque la fuerza de tracción en el perímetro de las ruedas no fluctuaba mucho.
Otros factores que afectan a la probabilidad de deslizamiento de las ruedas incluyen el tamaño de la rueda y la sensibilidad del regulador/habilidad del maquinista.
El Grupo Japan Railways ha establecido un coeficiente de adherencia para calcular el rendimiento de las máquinas eléctricas que emplea, utilizando las siguientes fórmulas, basadas en resultados experimentales. Aquí, el coeficiente de rozamiento se obtiene a partir de la velocidad {\displaystyle v}, expresada en km/h:
| Tipo de vehículo              | En marcha                                                     | Frenado                                         |
| ----------------------------- | ------------------------------------------------------------- | ----------------------------------------------- |
| Locomotora eléctrica CC/CA/CC | {\displaystyle \mu =0.265\times {\frac {1+0.403v}{1+0.522v}}} | {\displaystyle \mu ={\frac {0.200}{1+0.0059v}}} |
| Locomotora eléctrica CA       | {\displaystyle \mu =0.326\times {\frac {1+0.279v}{1+0.367v}}} | {\displaystyle \mu ={\frac {0.200}{1+0.0059v}}} |
| Tren de línea convencional    | {\displaystyle \mu =0.245\times {\frac {1+0.050v}{1+0.100v}}} | {\displaystyle \mu ={\frac {0.200}{1+0.0059v}}} |
| Tren Shinkansen               | {\displaystyle \mu ={\frac {13.6}{v+85}}}                     | {\displaystyle \mu ={\frac {13.6}{v+85}}}       |

## Adherencia en todo tipo de clima
El término "adherencia en todo tipo de clima" generalmente se usa en América del Norte, y se refiere a la capacidad de tracción disponible con un 99% de fiabilidad en condiciones climáticas adversas.

## Condiciones de vuelco

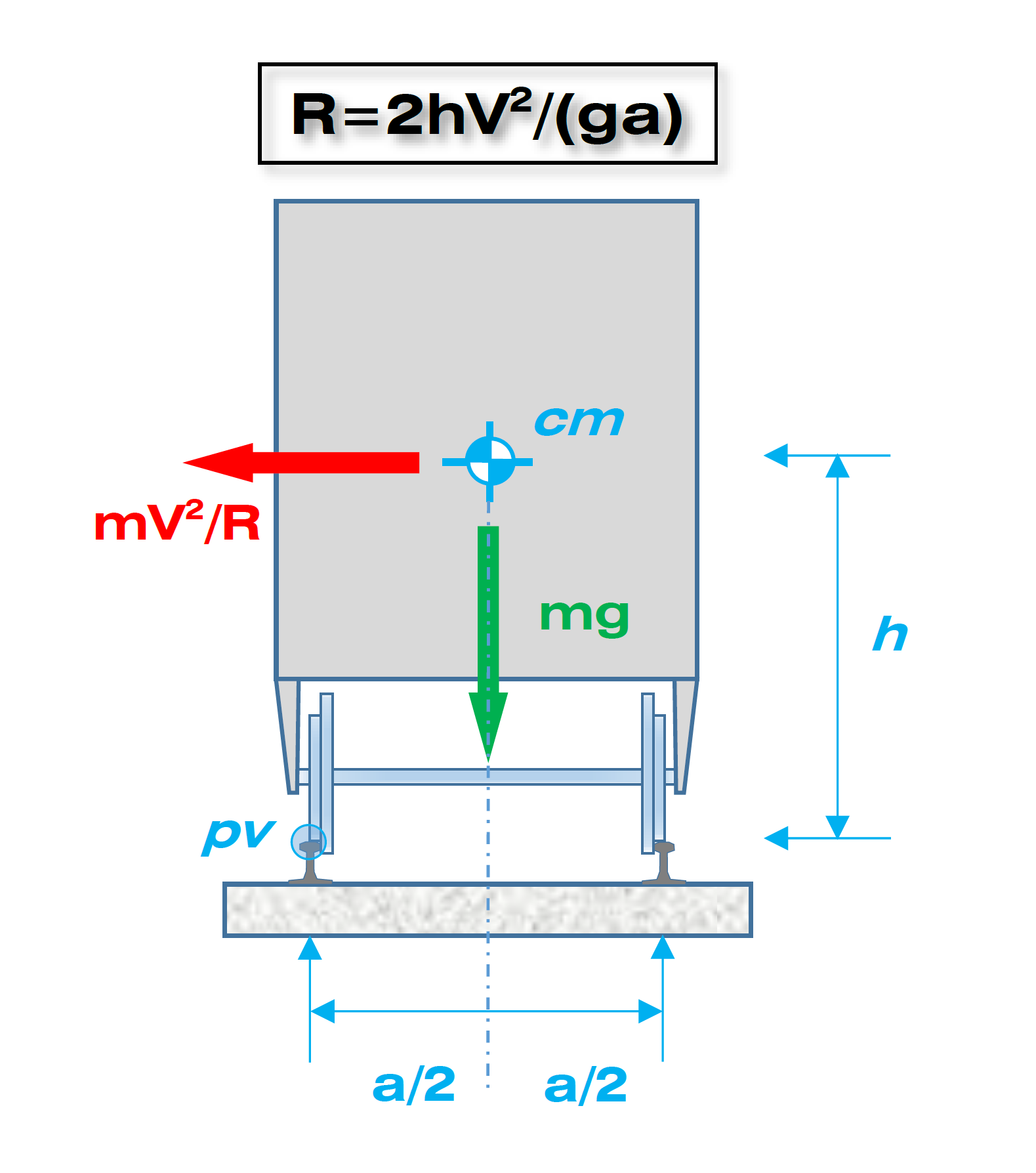
Condición de vuelco de un vehículo en una curva, cuando se produce el equilibrio de los momentos de la fuerza centrífuga (rojo) y del peso (verde):
-R=radio de la curva
-m=masa del vehículo
-V=velocidad del vehículo
-cm=centro de masas
-pv=punto de vuelco
-a=ancho de vía
-h=altura del centro de masas
-g=constante de la gravedad

La velocidad máxima a la que un tren puede circular por una curva está limitada por el radio de giro, la posición del centro de masa de las unidades, el ancho de vía y si la vía está peraltada.
El vuelco se producirá cuando el momento de vuelco debido a la fuerza lateral (aceleración centrífuga) sea suficiente para hacer que la rueda interior comience a levantarse del rail. Esto puede provocar la pérdida de adherencia, lo que hace que el tren disminuya su velocidad y se evite el vuelco. Alternativamente, la inercia puede ser suficiente para hacer que el tren continúe moviéndose a la velocidad que hace que el vehículo vuelque.
Para un ancho de vía de 1,5 m, sin peralte, una altura del centro de gravedad de 3 m y una velocidad de 30 m/s (108 km/h), el radio de giro es de 360 m. Para un tren moderno de alta velocidad a 80 m/s, el límite de vuelco sería de unos 2500 m. En la práctica, el radio de giro mínimo es mucho mayor que este, ya que el contacto entre las pestañas de las ruedas y el raíl a alta velocidad podría causar daños significativos en ambos. Para velocidades muy altas, el límite de adherencia mínimo implica un radio de giro de aproximadamente 13.000 m. En la práctica, las curvas utilizadas para el trazado de líneas de alta velocidad están "peraltadas" o "inclinadas", de modo que el límite de giro está más cerca de 7000 m.
Durante el siglo XIX, se pensaba que el acoplamiento de las ruedas motrices comprometía el rendimiento, por lo que se evitaba en los motores destinados al servicio expreso de pasajeros. Con un solo juego de ruedas motrices, las condiciones de la mecánica de contacto entre la rueda y el carril hacían necesarias las ruedas del mayor diámetro que pudieran acomodarse. El peso de la locomotora estaba restringido por la tensión en el carril y se requerían cajas de arena para mejorar la fricción, incluso bajo condiciones de adhesión razonables.

## Estabilidad direccional y movimiento de lazo
Se puede pensar que las ruedas se mantienen en las vías por las pestañas. Sin embargo, un examen minucioso de una rueda de ferrocarril típica revela que la banda de rodadura está bruñida pero la pestaña no lo está: las pestañas rara vez hacen contacto con el carril y, cuando lo hacen, la mayor parte del contacto es deslizante. El roce de una pestaña con un carril disipa grandes cantidades de energía, principalmente en forma de calor, pero también produce ruido y, si la situación se mantiene, generará un desgaste excesivo de la rueda.
El centrado se logra realmente mediante la conformación de la rueda. La banda de rodadura de la rueda es ligeramente cónica. Cuando el tren está en el centro de la vía, la región de las ruedas en contacto con el riel traza un círculo que tiene el mismo diámetro para ambas ruedas. Las velocidades de las dos ruedas son iguales, por lo que el tren se mueve en línea recta.
Sin embargo, si el juego de ruedas se desplaza hacia un lado, los diámetros de las regiones de contacto y, por lo tanto, las velocidades tangenciales de las ruedas en las superficies de rodadura son diferentes y el juego de ruedas tiende a dirigirse hacia el centro. Además, cuando el tren encuentra una curva peraltada, el juego de ruedas se desplaza lateralmente ligeramente, de modo que la banda de rodadura de la rueda exterior se acelera linealmente y la banda de rodadura de la rueda interior se ralentiza, haciendo que el tren gire. Algunos sistemas ferroviarios emplean una rueda plana y un perfil de vía, confiando exclusivamente en el peralte para reducir o eliminar el contacto de las pestañas con el carril.
Al comprender cómo se mantiene el tren en la vía, se hace evidente por qué los ingenieros de locomotoras de la época victoriana eran reacios al acoplamiento de grupos de ruedas. Esta simple acción de equilibrado propiciada por el perfil cónico de las ruedas solo es posible cuando cada eje puede disponer de algo de movimiento libre respecto a su eje vertical. Si los grupos de ruedas están acoplados rígidamente entre sí, este movimiento queda restringido, introduciendo una componente de deslizamiento, lo que se traduce en un aumento de las pérdidas por rodadura. Este problema se solucionó en gran medida asegurando que el diámetro de todas las ruedas acopladas coincidiera muy aproximadamente.
Incluso en el supuesto de un contacto de rodadura perfecto entre la rueda y el raíl, el efecto de la conicidad de las ruedas se manifiesta como un balanceo del tren de lado a lado. En la práctica, el balanceo queda amortiguado por debajo de una velocidad crítica, pero se amplifica cuando el tren se desplaza por encima de esta velocidad. El balanceo lateral generado por este motivo se conoce como movimiento de lazo, y ya era conocido a finales del siglo XIX, aunque las causas no se comprendieron completamente hasta la década de 1920 y las medidas necesarias para eliminarlo no se tomaron hasta fines de la década de 1960. La inestabilidad del movimiento se convirtió en el factor limitante de la velocidad máxima de los trenes, cuando la potencia disponible en las máquinas por entonces hubiera permitido velocidades mucho más altas.
La descripción cinemática del movimiento de las huellas cónicas sobre los dos raíles es insuficiente para describir el movimiento de lazo lo suficientemente bien como para predecir la velocidad crítica. Es necesario analizar las fuerzas involucradas. Hay dos fenómenos que deben tenerse en cuenta: el primero es la inercia de los juegos de ruedas y de las carrocerías del material móvil, lo que da lugar a fuerzas proporcionales a la aceleración; el segundo es la deformación de la rueda y del carril en el punto de contacto, dando lugar a fuerzas elásticas. La aproximación cinemática corresponde al caso que está dominado por las fuerzas de contacto.
Un análisis de la cinemática de la acción del cono produce una estimación de la longitud de onda de la oscilación lateral:
{\displaystyle \lambda ={2\pi }{\sqrt {\frac {rd}{2k}}},}
donde d es el calibre de la rueda, r es el radio nominal de la rueda y k es la conicidad de las ruedas. Para una velocidad dada, cuanto más larga sea la longitud de onda, más bajas serán las fuerzas de inercia, por lo que es más probable que la oscilación se amortigüe. Dado que la longitud de onda aumenta con la reducción de la conicidad, el aumento de la velocidad crítica requiere que se reduzca la conicidad, lo que a su vez implica radios de giro en planta mínimos más grandes.
Un análisis más completo, teniendo en cuenta las fuerzas reales que actúan, arroja el siguiente resultado para la velocidad crítica de una pareja de ruedas ligadas rígidamente a un mismo eje:
{\displaystyle V^{2}={\frac {Ward^{2}}{k\left(4C+md^{2}\right)}},}
donde W es la carga por eje, r es el radio nominal de la rueda, a es un factor de forma relacionado con la cantidad de desgaste en la rueda y el carril, d es el calibre de la rueda, k es la conicidad de las ruedas, C es el momento de inercia del juego de ruedas perpendicular al eje, y m es la masa del juego de ruedas.
El resultado es consistente con el resultado cinemático, dado que la velocidad crítica es inversamente proporcional a la conicidad. También implica que el peso de la masa giratoria debe minimizarse en comparación con el peso del vehículo. El calibre de la rueda aparece implícitamente tanto en el numerador como en el denominador, lo que implica que solo tiene un efecto de segundo orden en la velocidad crítica.
La situación real en la práctica es mucho más complicada, ya que debe tenerse en cuenta la respuesta de la suspensión del vehículo. Los muelles de retención, opuestos al movimiento de guiñada del juego de ruedas, y restricciones similares en los bogies, se pueden usar para aumentar aún más la velocidad crítica. Sin embargo, para lograr las velocidades más altas sin generar inestabilidad, es necesaria una reducción significativa en la conicidad de las ruedas. Por ejemplo, se redujo la conicidad de las bandas de rodadura de las ruedas del Shinkansen de 0,40 a 0,16 para lograr estabilidad a altas velocidades, compatible con un rendimiento aceptable en las curvas.

## Fuerzas sobre las ruedas. Fluencia
El comportamiento de los vehículos ferroviarios está determinado por las fuerzas que surgen entre dos superficies en contacto. Esto puede parecer trivial, pero se convierte en un problema extremadamente complejo cuando se estudia con la profundidad necesaria para predecir resultados útiles.
Un primer error habitual es suponer de que las ruedas son redondas. Una mirada a los neumáticos de un automóvil estacionado mostrará de inmediato que esto no es cierto: la región en contacto con la carretera está notablemente aplanada, de modo que la rueda y la carretera se ajustan entre sí en una región de contacto. Si este no fuera el caso, la tensión de contacto de una carga que se transfiere a través de un contacto puntual sería infinita. Los raíles y las ruedas del ferrocarril son mucho más rígidos que los neumáticos y que el asfalto, pero la misma distorsión tiene lugar en la región de contacto. Por lo general, el área de contacto es de forma elíptica, y presenta del orden de 15 mm de ancho.

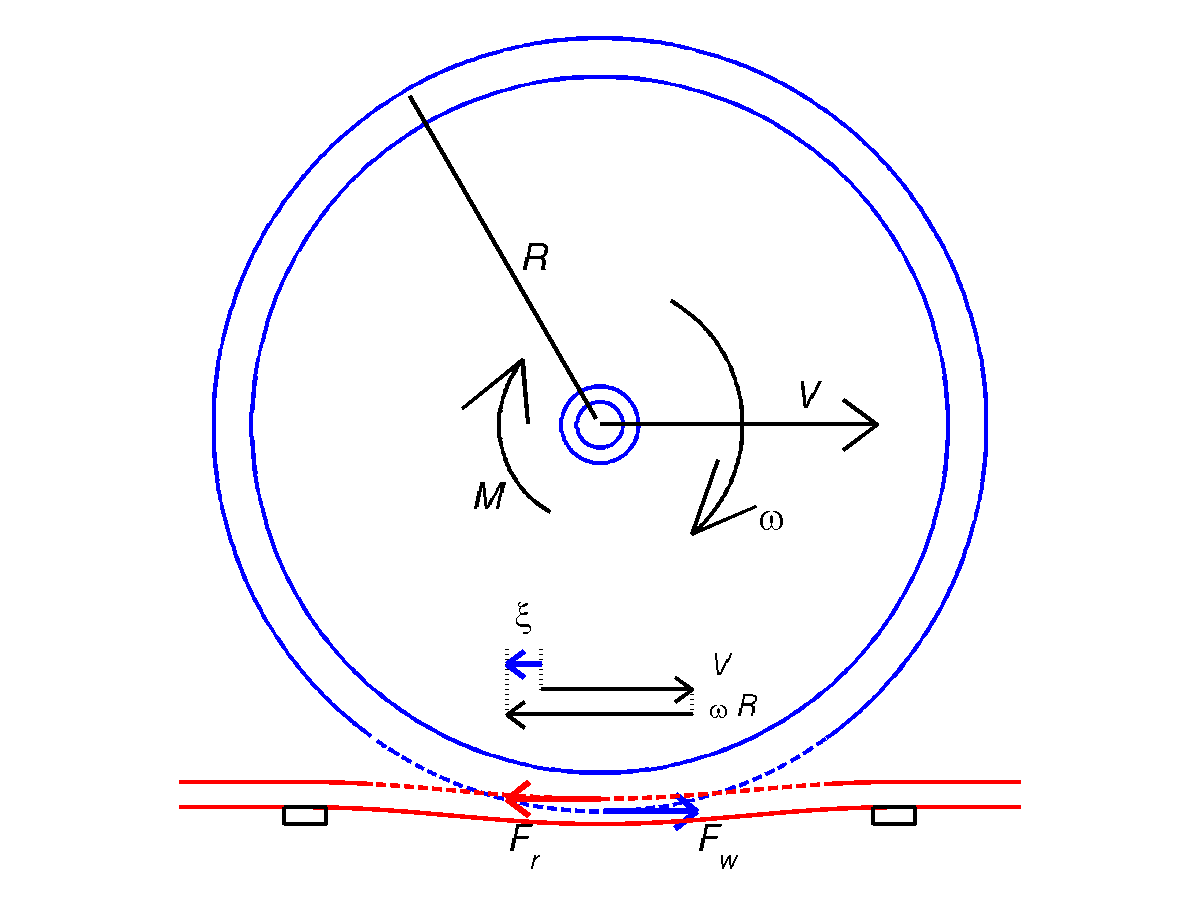
Un momento de torsión aplicado en el eje causa un efecto de arrastre: la diferencia entre la velocidad hacia adelante y la velocidad tangencial de la rueda, genera la fuerza de arrastre

La deformación de la rueda y del carril es pequeña y de efecto localizado, pero las fuerzas que se derivan de ella son grandes. Además de la distorsión debida al peso, tanto la rueda como el raíl se deforman cuando se aplican fuerzas de frenado y de aceleración, y cuando el vehículo está sujeto a fuerzas laterales. Estas fuerzas tangenciales causan distorsión en la región donde primero se produce el contacto, seguida de una región de deslizamiento. El resultado neto es que, durante la tracción, la rueda no avanza tanto como se esperaría del contacto de rodadura, mientras que durante el frenado, avanza más. Esta mezcla de deformación elástica y deslizamiento local se conoce como fluencia (no debe confundirse con la fluencia de los materiales sometidos a cargas constantes). La definición de fluencia  en este contexto es:
{\displaystyle {\mbox{Fluencia}}={\frac {({\mbox{desplazamiento actual}}-{\mbox{desplazamiento de rodadura}})}{({\mbox{desplazamiento de rodadura}})}}\,}
Al analizar la dinámica de los juegos de ruedas y de los vehículos ferroviarios completos, las fuerzas de contacto pueden tratarse como linealmente dependientes del desplazamiento (teoría lineal de Joost Jacques Kalker, válida para fluencias pequeñas) o pueden usarse teorías más avanzadas de mecánica de contacto por fricción.
El efecto sobre la fluencia de las fuerzas que dan como resultado la estabilidad direccional (la propulsión y el frenado), puede determinarse con precisión. Está presente en cada pareja de ruedas ligadas por un eje, y es capaz de acomodar la ligera incompatibilidad cinemática introducida al acoplar dos juegos de ruedas sin causar deslizamientos de importancia, como se pensaba erróneamente en el siglo XIX.
Siempre que el radio de giro sea lo suficientemente grande (como debería esperarse para los servicios expresos de pasajeros), dos o tres juegos de ruedas vinculados no deberían presentar un problema. Los conjuntos de 10 ruedas motrices (5 juegos de ruedas principales), generalmente están asociados con locomotoras de carga pesada.

## Puesta en movimiento

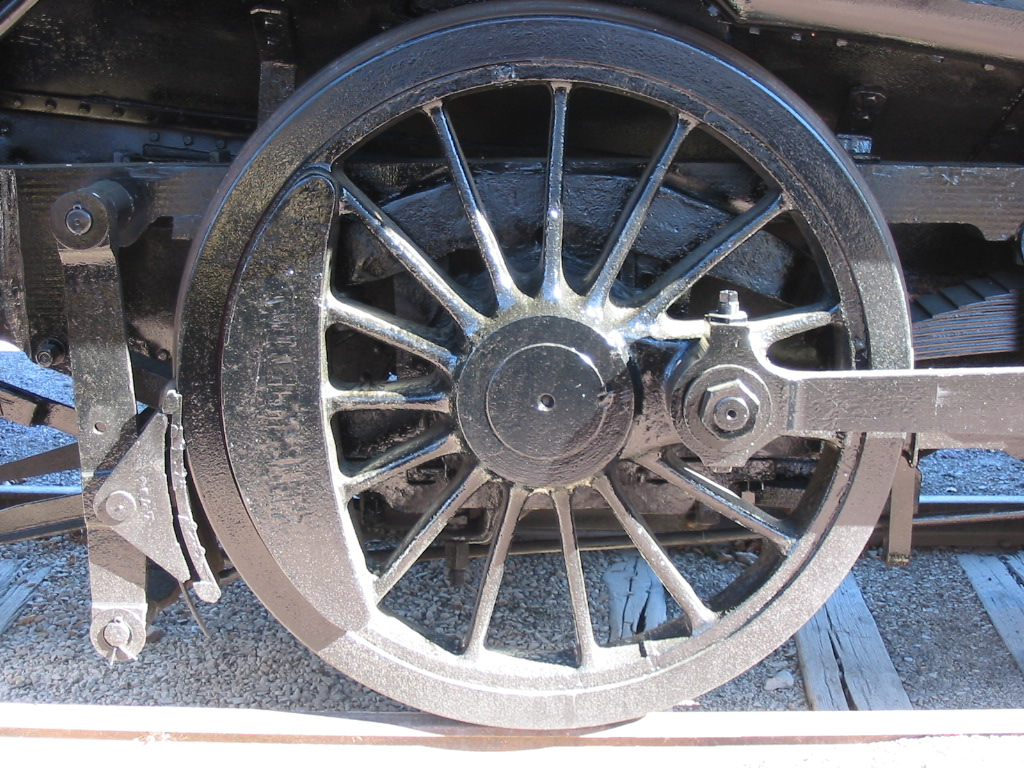
Rueda tractora de una locomotora de vapor

El ferrocarril se basa en una combinación de fricción y peso para hacer que un tren se mueva. Los trenes más pesados necesitan una fricción elevada y locomotoras más pesadas. La fricción puede variar mucho, pero ya se sabía desde los primeros ferrocarriles que la arena contribuía a incrementar la fricción, y todavía se utiliza actualmente incluso en locomotoras con controles de tracción modernos. Para poner en marcha los trenes más pesados, la locomotora tiene que ser lo más pesada posible (en función de la resistencia de los puentes de la ruta y de la propia vía), y todo el peso de la locomotora debe ser compartido por igual por todas las ruedas tractoras, evitando el desequilibrio en este reparto generado por efectos dinámicos. Las ruedas tienen que girar con una fuerza motriz lo más estable posible, aplicada en el área de contacto muy pequeña (de aproximadamente 1 cm²) entre cada rueda y la parte superior del carril. La parte superior del raíl debe estar seca y lo más limpia posible, sin presencia de elementos como el aceite o la lluvia. Todas las ruedas motrices deben girar ligeramente más rápido de lo que se mueve la locomotora (en un proceso denominado control de fluencia) para utilizar el coeficiente de fricción máximo disponible. Para ello, cada eje dispone de su propio controlador independiente, lo que permite ajustar con mayor eficacia las posibles diferentes condiciones de tracción de cada uno. La fricción máxima disponible se moviliza cuando las ruedas están al límite del deslizamiento. Si la contaminación es inevitable, las ruedas deben accionarse con un mayor diferencial de arrastre. Los controladores están diseñados para responder a diferentes condiciones de fricción entre ruedas y carriles.
Algunos de los requisitos anteriores fueron un desafío para los diseñadores de locomotoras de vapor, que debían enfrentarse a "sistemas de lijado que no funcionaban, controles que dificultaban la operación de las máquinas, lubricación que arrojaba aceite por todas partes, desagües que humedecían los rieles..." Este problema no pudo ser resuelto satisfactoriamente hasta la aparición de las transmisiones eléctricas modernas en las locomotoras diésel y eléctricas.
Los requisitos anteriores desaparecen a medida que el tren aumenta un poco de velocidad, porque el esfuerzo de fricción necesario en los rieles disminuye constantemente a medida que aumenta la velocidad y la naturaleza de la zona de contacto rueda/carril cambia como se describe a continuación.
Una rueda motriz en realidad gira algo más rápido que el movimiento locomotor correspondiente, y la diferencia entre las dos velocidades se conoce como la "velocidad de deslizamiento". Cuando una rueda gira libremente sobre un carril, la zona de contacto está en lo que se conoce como una condición de "enganche". Si la rueda acelera o frena, la proporción de la zona de contacto con la condición de "adherencia" se reduce, y el límite de la proporción que aumenta gradualmente es lo que se conoce como "condición de deslizamiento". Esta área de "adherencia" decreciente y el área de "deslizamiento" creciente soporta un aumento gradual en el par de tracción o frenado que se puede mantener a medida que aumenta la fuerza en el borde de la rueda hasta que toda el área es "deslizante". El área de "deslizamiento" proporciona la tracción. Durante la transición de la condición de "momento torsor total" a la condición de "deslizamiento total", la rueda ha experimentado un aumento gradual hacia el deslizamiento, también conocido como proceso de la fluencia hacia el deslizamiento. Las locomotoras de alta adherencia controlan el deslizamiento de las ruedas para dar el máximo esfuerzo al arrancar y tirar lentamente de un tren pesado.
El deslizamiento es la velocidad adicional que tiene la rueda respecto a la locomotora, y la fluencia es el deslizamiento dividido por la velocidad de la locomotora. La medición precisa de estos dos parámetros permiten el correcto funcionamiento de los sistemas controladores de tracción.
{\displaystyle {\mbox{Fluencia}}={\frac {({\mbox{velocidad de la rueda}}-{\mbox{velocidad de la locomotora}})}{({\mbox{velocidad de la locomotora}})}}\,}

## Uso de arena
No es infrecuente que las locomotoras sigan disponiendo de un arenero, especialmente en recorridos en los que puedan presentarse problemas de tracción. Se puede dejar caer arena seca sobre el raíl para mejorar la tracción en condiciones resbaladizas. La arena se aplica con mayor frecuencia utilizando aire comprimido a través desde instalaciones anexas a la vía o desde el propio tren. Cuando las ruedas de una locomotora resbalan, particularmente al arrancar un tren pesado, la arena aplicada en la parte delantera de las ruedas motrices ayuda en gran medida a mejorar la capacidad de tracción necesaria para iniciar el movimiento del tren.
Sin embargo, este procedimiento también tiene algunos efectos negativos, porque se puede formar una "película de arena triturada" sobre la banda de rodadura. En presencia de humedad, el agua actúa como un adhesivo ligero que mantiene la arena adherida sobre el carril, y las ruedas "hornean" la arena triturada en una capa todavía más sólida. Debido a que la arena se aplica a las primeras ruedas de la locomotora, las siguientes ruedas pueden circular (al menos parcialmente y durante un tiempo limitado) sobre una película de arena, lo que significa que las locomotoras eléctricas pueden perder el contacto eléctrico con la vía de tierra, haciendo que la locomotora cree emisiones parásitas y corrientes a través de los acopladores; o en parada, cuando la locomotora está estacionada, los "relés de liberación de vía" pueden detectar erróneamente una vía vacía, porque la locomotora está aislada eléctricamente de la vía.

## Cálculo de la capacidad de tracción basada en la adherencia y la resistencia del tren
[Caso 1]: Tracción en horizontal

En este primer ejemplo, se calcula el tren más pesado que podría remolcar una locomotora dada en un tramo de vía completamente horizontal, hasta agotar su capacidad teórica de tracción. Suponiendo que una locomotora de 100 toneladas moviliza un coeficiente de adherencia sobre la vía de 0.2, entonces podría ejercer una fuerza de tracción máxima de 20 toneladas. Se estima que la resistencia ferroviaria de un vagón de ferrocarril es de aproximadamente 2 kg por tonelada en el momento en que comienza a moverse, según el tipo de vagones. A partir de este valor, la resistencia a la rodadura de la propia locomotora en sí es de aproximadamente 0.2 t, que se resta de la fuerza de tracción de 20 t. Suponiendo 50 toneladas de peso por vagón, la resistencia del tren es de aproximadamente 0.1 t por vagón. Por lo tanto, la máquina podría remolcar un máximo teórico de 198 vagones en un tramo horizontal.

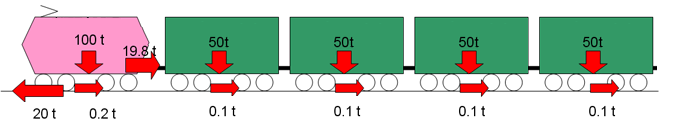
Esfuerzos de tracción en una rasante horizontal

Este cálculo determina las condiciones mínimas requeridas para que un tren comience a moverse. Dado que la resistencia del tren se incrementa a medida que aumenta su velocidad, en el supuesto de los 198 vagones, el tren no podría ganar velocidad alguna. En la práctica, la longitud de los trenes (sin considerar el efecto de las rampas para los trenes de mercancías) está limitada por la longitud de las vías de apartado en las estaciones.
[Caso 2]: Tracción en rampa

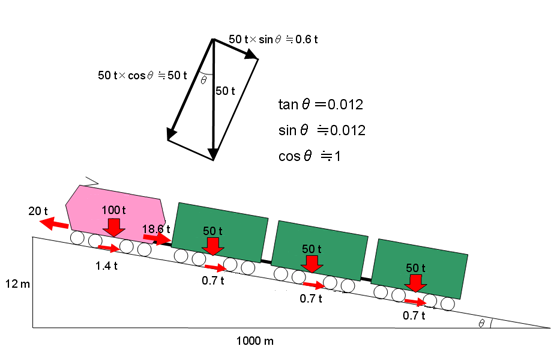
Esfuerzos de tracción en una rasante en rampa

A continuación, se supone que el tren está en una rampa con una pendiente de 12 milésimas (es decir, en la que se ascienden 12 metros por cada 1000 m recorridos horizontalmente). En consecuencia, dado que la tangente de θ es 0.012, entonces θ=arcotangente(0.012)≈0.687°. Así, al tratarse de un ángulo pequeño en radianes, tan(θ) ≈ θ, sen(θ) ≈ θ y cos(θ) ≈ 1. Por lo tanto, el efecto de la gravedad sobre la locomotora de 100 t se considera descomponiendo el peso en dos componentes, una en la dirección paralela de la pendiente y la otra en la dirección perpendicular (normal) a la pendiente. En la dirección paralela, es de 100 t × sen θ = 1.2 t; y en la dirección normal es 100 t × cos θ = 100 t. A partir de esto, se puede considerar que la disminución en la carga sobre las ruedas debida a estar en la pendiente puede ser casi ignorada, y la fuerza de tracción se puede considerar 20 t, la misma que cuando la locomotora se encuentra en terreno plano. Por otro lado, el cambio en la resistencia del tren es el siguiente: la locomotora en sí tiene una resistencia de 0.2 t; a la que se deben agregar 1.2 t, debidas a la componente de la gravedad paralela a la rampa. Del mismo modo, la resistencia del tren es de 0.7 t por vagón, debido a la acción combinada de la componente de la gravedad paralela a la pendiente y a la resistencua de rodadura. Dividiendo las 18.6 toneladas que se pueden usar para remolcar un tren por 0.7 toneladas, se obtiene que el número máximo de vagones remolcable es de 26. En la práctica, la carga por eje limita el peso máximo de los vagones. Como se describió anteriormente, incluso si hay un ligero gradiente, la fuerza de tracción disponible se reduce considerablemente. Por esta razón, es importante mantener la vía lo más horizontal posible, lo que en terreno accidentado requiere utilizar túneles, desmontes, terraplenes y puentes para no reducir la capacidad de tracción.
Al diseñar el plan de operación real de un tren, se debe considerar su resistencia en función de la velocidad de diseño requerida, calculando la fuerza de tracción de la locomotora para que el tren pueda circular sin problemas incluso en la pendiente más pronunciada de la línea. Cuando se efectúan estos cálculos, se puede ver que solo es posible remolcar un número de vagones que es considerablemente más pequeño que los valores calculados anteriormente.